# Onell Díaz
Nelson Onell Díaz Vázquez (Río Piedras, Puerto Rico; 15 de abril de 1995) es un cantante, compositor y productor discográfico de reguetón, música cristiana y hip hop latino. Ha producido y colaborado con Gocho, Farruko, Funky, Manny Montes, entre otros.
Onell es hijo de uno de los productores más famosos e importantes de la música urbana latina, DJ Nelson, con quién debutó en la industria musical bajo el nombre artístico de Onell Flow. Desde 2017 utiliza su nombre real y se relaciona con la música cristiana.

## Carrera musical

### Inicios
Formado en una familia no cristiana, pero con valores y creencias en Dios, Onell tiene un encuentro con Jesús en el año 2015, luego de momentos difíciles en su vida. Su padre, DJ Nelson, uno de los productores más grandes de música urbana, lo llevó de la mano desde muy corta edad y Onell con su talento como productor y autor logró crear un impacto, en muy poco tiempo, en la música urbana trabajando con artistas muy reconocidos mundialmente como Yandel, Daddy Yankee, Farruko, J Álvarez, entre otros, como parte del sello de su padre, Flow Music.

### Trabajos como Onell Flow (2014 - 2016)
Desde pequeño siempre le llamó la atención la música, gracias a que su padre, DJ Nelson, era un pionero muy importante en la industria urbana. A la edad de los 11 años, empezó a usar FL Studio. A los 15, creó su primer ritmo de reguetón, lo cual sorprendió a su padre. Más adelante aprendió diferentes programas de música y se especializó en el uso del piano. A la edad de 16 años, lanzó su primera canción junto a un primo suyo, y tal canción llegó a sonar por Reggaeton 94, la emisora más grande de reguetón en Puerto Rico.
En este tiempo, participó junto a su padre en los álbumes colaborativos Flow: La Discoteka 3 y Los Veteranos del Reggaeton 2. Onell es también responsable por hacer temas como «Darte Amor», de Randy y Pusho, y «Estas Aquí», de Nicky Jam, J Álvarez, Daddy Yankee y Zion, tema que trabajó junto a DJ Nelson.

### Debut en la música cristiana (2017 - actualidad)
El momento que Onell dejó sus dudas y decidió usar sus dones para Dios, fue por medio de su padre, quien le confronto y animó a confiar y seguir los pasos de Dios, y curiosamente ocurre luego de que padre e hijo estuvieron distanciados por más de un año, pues el padre de Onell, no terminaba de aceptar que su hijo abandonara la música secular. En este tiempo, participó de producciones de artistas cristianos como Amor Real de Manny Montes, Panorama de Jay Kalyl, Agua de Funky, entre otros.
En 2018, produjo una canción titulada «Todo cambió» para Joseph Burgos que sería nominada en los Premios Tu Música Urbano. Posteriormente, en la remezcla, interpretaría un verso en el tema.
Es así que entra de lleno al género urbano cristiano, y su primera colaboración fue con Jay Kalyl, con el sencillo «Lo Peor de Mí». Su primera producción musical fue lanzada en el año 2019, y que lleva como título Lleno, y cuenta con la participación de Funky, Jay Kalyl, Inlight, Gracemarie, Abraham y Bethliza, y Manny Montes. En 2020, formó parte del colaborativo Los 12 de Nain Music.
Su segundo álbum, Emociones, fue lanzada el 26 de agosto de 2021. Cuenta con la participación de Farruko, Ander Bock, Luar La L, Harold Velazquez, Cshalom, Khali Sánchez, Jay Wheeler, Musiko y Youdiel. Al cierre del año 2022, lanzó «Guerra Espiritual». 
En 2023, repitió colaboración con Farruko, lanzando la canción y el vídeo oficial de «Misericordia». Meses después presentó Lleno 2, una compilación con 10 temas inéditos, que incluyó colaboraciones con Alex Zurdo, Christian Ponce, Dalex, Farruko, Gocho, entre otros.
En 2024 lanza su quinto álbum, Refresh que coincide con el inicio de su gira: Lleno, estrenando con su primer concierto en Orlando, Florida. Posteriormente, el 20 de septiembre realiza su primer concierto en su país natal: Puerto Rico en el Coca-Cola Music Hall, con la participación de artistas como: Jay Kalyl, Christian Ponce, Gocho, Youdiel, Dalex y Luar La L, quien durante su presentación sorprende al público, entregándose al cristianismo mientras ambos interpretaban su colaboración musical: «Confesión».

## Discografía

### Álbumes de estudio
| Año  | Título    |
| ---- | --------- |
| 2019 | Lleno     |
| 2021 | Emociones |
| 2022 | Más Cerca |
| 2023 | Lleno 2   |
| 2024 | Refresh   |

### Sencillos y colaboraciones
| Año  | Título                         |
| ---- | ------------------------------ |
| 2017 | Culpable                       |
| 2018 | Alfarero                       |
| 2018 | Lo Peor De Mi (ft. Jay Kakyl)  |
| 2019 | Regresa                        |
| 2019 | La Respuesta                   |
| 2019 | Constante (ft. Yelly Diaz)     |
| 2020 | Me Amas (ft. Musiko)           |
| 2020 | Confesión (ft. Luar La L)      |
| 2021 | Miedos (ft. Youdiel y CShalom) |
| 2022 | Dios No Ha Terminado Contigo   |
| 2022 | Desahogo                       |
| 2022 | Guerra Espiritual              |
| 2023 | Misericordia (ft. Farruko)     |
| 2023 | Abrázame (ft. Dalex)           |
| 2023 | Yo No Sé (ft. Alex Zurdo)      |
| 2024 | Quebrántame                    |
| 2024 | Te Vi                          |
| 2024 | Desahogo 2                     |

### Álbumes colaborativos
| Año  | Título                                        |
| ---- | --------------------------------------------- |
| 2014 | Flow: La Discoteka 3 (con DJ Nelson)          |
| 2015 | Los Veteranos del Reggaeton 2 (con DJ Nelson) |

## Premios y reconocimientos

### Premios Tu Música Urbano
| Año  | Categoría                          | Por                        | Resultado |
| ---- | ---------------------------------- | -------------------------- | --------- |
| 2022 | Top Canción Cristiana / Espiritual | «Incompleto» (con Farruko) | Nominados |
| 2023 | Top Artista Cristiano / Espiritual | Onell Díaz                 | Nominado  |

## Créditos de producción
Aparece en créditos como Onell Flow hasta el año 2016, luego del cambio de nombre, sería pautado como Onell Diaz.
| Año  | Título                   | Artista                                           | Álbum                  | Nota                            |
| ---- | ------------------------ | ------------------------------------------------- | ---------------------- | ------------------------------- |
| 2014 | «No Sé Que Tiene»        | Pusho                                             | The Rookie Of The Year | Coproducido con Chuchein        |
| 2014 | «Lentamente»             | J Álvarez (con Jowell & Randy, Zion & Lennox)     | De camino pa' la cima  | Coproducido con DJ Nelson       |
| 2015 | «Calentura Trap Edition» | Yandel (con Lil Jon)                              | Dangerous              |                                 |
| 2015 | «Estas Aquí»             | Nicky Jam, J Álvarez, Daddy Yankee y Zion         | Sin álbum              | Coproducido con DJ Nelson       |
|      | Varios temas             | Ivy Queen                                         | Vendetta: The Project  |                                 |
| 2017 | «Quiero decirte»         | Manny Montes                                      | Amor Real              |                                 |
| 2018 | Cuando Te Conoci         | Omy Alka (con Onell Diaz y Gabriel Rodríguez EMC) | Volver a amar          | Canta en la canción             |
| 2018 | Varios temas             | Jay Kalyl                                         | Panorama               |                                 |
| 2018 | Varios temas             | Manny Montes                                      | Solo Rap               | Canta en la canción «Somos uno» |
| 2019 | «Todo Cambió Remix»      | Joseph Burgos & Onell Diaz                        | N/A                    |                                 |
| 2019 | Varios temas             | Funky                                             | Agua                   | Coproduce el álbum              |
| 2022 | Algunos temas            | Almighty                                          | Genelipsis             | Coproducidos con Edup y Lico    |
| 2022 | Varios temas             | Funky                                             | Rojo                   | Coproduce el álbum              |
| 2023 | Algunos temas            | Gocho                                             | No soy el mismo        | Canta en «Te enseñaré»          |